# Mataram
Mataram es la ciudad más importante de la isla de Lombok, en Indonesia, y está situada en la costa oeste de la isla. Es la capital y ciudad más grande de la Provincia de Islas menores de la Sonda occidentales (en indonesio: Nusa Tenggara Barat), y tiene el estatuto de kota. Su población total era de 402.296 habitantes en 2008.

## Organización de la ciudad
Cuatro ciudades constituyen el área urbana de Mataram: de oeste a este, éstas son Ampenan, Mataram, Cakranegara (Cakra) y Sweta. Todas están unidas administrativamente y no se distinguen las unas de las otras.
- Ampenan es el puerto viejo, hoy en día dedicado a la pesca. Antiguamente era el puerto principal de la isla de Lombok, por lo que se encuentran allí casas antiguas y una población mezclada de origen china, árabe y malaya. El museo Negeri Nusa Tenggara ofrece un panorama de la cultura de Lombok.
- Mataram es el centro administrativo de la provincia, donde se concentran edificios públicos y casas residenciales. Su plaza principal sirve para exposiciones de arte, teatro, baile y representaciones de wayang kulit (teatro de títeres).
- Cakranegara es el principal centro comercial de la isla, donde viven importantes comunidades chinas y balinesas. Allí se encuentra el templo Meru, construido en 1720 para los habitantes hindúes de Lombok. Es el templo más grande de la isla.
- Sweta es un nexo de transportes para toda la isla.

Mataram está dividida en 6 distritos administrativos o kecamatam: Cakranegara, Mataram, Selaparang, Pejanggik, Ampenan y Sekarbela.

## Demografía
Al igual que en toda la isla de Lombok, la mayoría de los habitantes de Mataram son de etnia sasak que es el pueblo autóctono de la isla. La ciudad tiene también importantes minorías de balineses, chinos, chinos de Indonesia y árabes de Indonesia descendientes de yemeníes.

## Transportes
Mataram ya no tiene aeropuerto en sus límites. El antiguo aeropuerto Selaparang, situado en Ampenan, cerró el 30 de septiembre de 2011. Al día siguiente, el 1 de octubre de 2011, entró en servicio el nuevo aeropuerto internacional de Lombok (Bandara Internasional Lombok) (IATA: LOP, ICAO: WADL), más alejado de la zona urbana y situado en el kabupaten de Lombok Central, cerca de la pequeña ciudad de Praya.